# 문수인
문수인(1992년 4월 1일 ~)은 대한민국의 모델, 배우다. 2014년에 잡지 모델로 데뷔했다.

## 방송
- REBOUND (2016)
- 버저비터 (2017)
- 비행소녀 (2017) - 김지민 편
- 진짜 농구, 핸섬타이거즈 (2020)
- 큐브통신 (2020)
- 캐시백 (2020)
- 살림하는 남자들 (2020) - 김승현 편
- 대한외국인 (2020)
- 비디오스타 (2020)
- 산지직송 프로젝트, 무작정 커머스 (2021) - 진행
- 러브 앤 위시 (2021) - 담임선생님 역
- 러브 인 블랙홀 (2021) - 주섭 역
- 지상천하 (2021) - 수인 역
- 트레이서 1 (2022) - 김한빈 역
- 트레이서 2 (2022) - 김한빈 역
- 오버 더 톱 (2022) - Top100
- 생존게임 코드레드 (2023)